# Cristian Chivu
Cristian Eugen Chivu (izg. [krisˈtjan ˈkivu]), romunski nogometaš, * 26. oktober 1980, Reşiţa, Romunija.
Chivu je bil 25. marca 2008 za dosežke na Kvalifikacijah za Evropsko prvenstvo v nogometu 2008 in kvalifikacijo Romunije v Skupino C odlikovan z Medalia "Meritul Sportiv" — (medalja zaslužnega športnika) III. razreda. Odlikovanje mu je podelil romunski predsednik Traian Băsescu.

## Klubska kariera
Prvi profesionalni klub Cristiana Chivuja je bil romunski klub CSM Reşiţa. Po prestopu v Universitatea Craiova se je začel uveljavljati kot nogometaš, dobre predstave pa so kmalu sprožile zanimanje zanj tudi v tujini. Tako je leta 1999 Cristian podpisal pogodbo z nizozemskim klubom Ajax Amsterdam.
Pri Ajaxu se je razvil v zanesljivega prostega branilca, zaradi česar ga je takratni trener kluba Ronald Koeman imenoval za kapetana. Takrat je Cristian igral ob mnogih danes izjemno ueljavljenih nogometaših kot so Rafael van der Vaart, Zlatan Ibrahimović ter Andy van der Meyde. Chivu je takrat predstavljal izjemno pomemben člen ekipe, ki se je v sezoni 2002/03 uvrstila v četrtfinale Lige prvakov.
Leta 2003 se je zanj začela zanimati Roma, ki pa je bila takrat v hudi finančni krizi. Tako je Chivu šele po dolgotrajnem čakanju konec sezone 2003 preselil v Italijo. Prestop naj bi bil takrat vreden okoli 18 milijonov evrov. 
27. julija 2007 je po dvomesečnih špekulacijah Chivu podpisal novo petletno pogodbo z italijanskim klubom Inter iz Milana. TPogodba z aprestop naj bi bila vredna 16 milijonov evrov, kot del pogodbe pa je Inter Romi odstopil branilca Marca Andreollija.

## Reprezentančna kariera
Leta 1999 je bil Chivu izbran v romunsko nogometno reprezentanco do 20 let, za člansko reprezentanco pa je doslej nastopil na več kot 60 tekmah in je trenutno kapetan reprezentance. Med drugim je za Romunijo nastopil na Evropskem prvenstvu leta 2000 in 2008. 

## Dosežki
S klubom Inter Milan:
- Italijanska Serie A: 2007-08

S klubom AS Roma:
- Coppa Italia: 2006-2007

S klubom Ajax Amsterdam: 
- Prvak Eredivisie: 2001-02
- KNVB pokal: 2001-02
- Johan Cruijff-schaal: 2002

Osebni dosežki:
- Nizozemski nogometaš leta: 2002
- Romunski nogometaš leta: 2002
- UEFA Ekipa leta: 2002
- Marco van Basten Trofee : 1999/2000

## Klubska statistika
| Internazionale Milano      | 07-08  | 26  | 0  | 2  | 0 | 6  | 0 | 34  | 0  |
| Internazionale Milano      | Skupaj | 26  | 0  | 2  | 0 | 6  | 0 | 34  | 0  |
| AS Roma                    | 06-07  | 26  | 0  | 7  | 0 | 8  | 0 | 41  | 0  |
| AS Roma                    | 05-06  | 27  | 2  | 7  | 0 | 4  | 0 | 38  | 2  |
| AS Roma                    | 04-05  | 10  | 2  | 4  | 0 | 1  | 0 | 15  | 2  |
| AS Roma                    | 03-04  | 22  | 2  | 2  | 0 | 4  | 0 | 28  | 2  |
| AS Roma                    | Skupaj | 85  | 6  | 20 | 0 | 17 | 0 | 122 | 6  |
| Ajax                       | 02-03  | 26  | 6  | -  | - | 12 | 0 | 38  | 6  |
| Ajax                       | 01-02  | 32  | 1  | -  | - | 6  | 0 | 38  | 1  |
| Ajax                       | 00-01  | 26  | 5  | -  | - | 4  | 0 | 30  | 5  |
| Ajax                       | 99-00  | 23  | 1  | -  | - | 4  | 0 | 27  | 1  |
| Ajax                       | Skupaj | 107 | 13 | -  | - | 26 | 0 | 133 | 13 |
| Universitatea Craiova      | 99-00  | 6   | 0  | 0  | 0 | 0  | 0 | 0   | 0  |
| Universitatea Craiova      | 98-99  | 26  | 3  | 0  | 0 | 0  | 0 | 26  | 3  |
| Universitatea Craiova      | Skupaj | 32  | 3  | -  | - | 0  | 0 | 32  | 3  |
| CSM Resita                 | 97-98  | 23  | 2  | 0  | 0 | 0  | 0 | 23  | 2  |
| CSM Resita                 | 96-97  | 1   | 0  | 0  | 0 | 0  | 0 | 1   | 0  |
| CSM Resita                 | Skupaj | 24  | 2  | -  | - | 0  | 0 | 24  | 2  |
| Skupaj                     | Skupaj | 274 | 24 | 22 | 0 | 49 | 0 | 345 | 24 |
| Posodobljeno 26. maja 2008 |        |     |    |    |   |    |   |     |    |